# Kanton La Châtaigneraie
Der Kanton La Châtaigneraie ist seit 1790 ein französischer Wahlkreis im Arrondissement Fontenay-le-Comte, im Département Vendée und in der Region Pays de la Loire; sein Hauptort ist La Châtaigneraie.

## Gemeinden
Der Kanton besteht aus 34 Gemeinden mit insgesamt 31.365 Einwohnern (Stand: 1. Januar 2022) auf einer Gesamtfläche von 666,25 km²:
| Gemeinde                            | Einwohner 1. Januar 2022 | Fläche km² | Dichte Einw./km² | Code INSEE | Postleitzahl |
| ----------------------------------- | ------------------------ | ---------- | ---------------- | ---------- | ------------ |
| Antigny                             | 1.035                    | 22,17      | 47               | 85005      | 85120        |
| Bazoges-en-Pareds                   | 1.161                    | 33,83      | 34               | 85014      | 85390        |
| Bourneau                            | 717                      | 16,36      | 44               | 85033      | 85200        |
| Cheffois                            | 1.002                    | 18,63      | 54               | 85067      | 85390        |
| L’Hermenault                        | 903                      | 11,42      | 79               | 85110      | 85570        |
| La Caillère-Saint-Hilaire           | 1.100                    | 15,28      | 72               | 85040      | 85410        |
| La Chapelle-Thémer                  | 394                      | 15,10      | 26               | 85056      | 85210        |
| La Châtaigneraie                    | 2.590                    | 7,94       | 326              | 85059      | 85120        |
| La Jaudonnière                      | 647                      | 8,27       | 78               | 85115      | 85110        |
| La Réorthe                          | 1.157                    | 23,88      | 48               | 85188      | 85210        |
| Loge-Fougereuse                     | 383                      | 10,37      | 37               | 85125      | 85120        |
| Marillet                            | 124                      | 4,25       | 29               | 85136      | 85240        |
| Marsais-Sainte-Radégonde            | 526                      | 14,77      | 36               | 85137      | 85570        |
| Menomblet                           | 681                      | 20,95      | 33               | 85141      | 85700        |
| Mouilleron-Saint-Germain            | 1.749                    | 28,40      | 62               | 85154      | 85390        |
| Petosse                             | 684                      | 15,90      | 43               | 85174      | 85570        |
| Rives-du-Fougerais                  | 1.504                    | 42,92      | 35               | 85292      | 85410        |
| Saint-Aubin-la-Plaine               | 533                      | 11,63      | 46               | 85199      | 85210        |
| Saint-Cyr-des-Gâts                  | 543                      | 21,08      | 26               | 85205      | 85410        |
| Saint-Étienne-de-Brillouet          | 613                      | 18,93      | 32               | 85209      | 85210        |
| Saint-Hilaire-de-Voust              | 628                      | 18,86      | 33               | 85229      | 85120        |
| Saint-Jean-d’Hermine                | 3.593                    | 47,83      | 75               | 85223      | 85210        |
| Saint-Juire-Champgillon             | 427                      | 20,75      | 21               | 85235      | 85210        |
| Saint-Laurent-de-la-Salle           | 394                      | 19,22      | 20               | 85237      | 85410        |
| Saint-Martin-des-Fontaines          | 169                      | 5,64       | 30               | 85245      | 85570        |
| Saint-Martin-Lars-en-Sainte-Hermine | 421                      | 18,81      | 22               | 85248      | 85210        |
| Saint-Maurice-des-Noues             | 637                      | 21,42      | 30               | 85251      | 85120        |
| Saint-Maurice-le-Girard             | 598                      | 11,42      | 52               | 85252      | 85390        |
| Saint-Pierre-du-Chemin              | 1.340                    | 29,65      | 45               | 85264      | 85120        |
| Saint-Valérien                      | 549                      | 14,30      | 38               | 85274      | 85570        |
| Sérigné                             | 1.029                    | 18,69      | 55               | 85281      | 85200        |
| Terval                              | 2.173                    | 45,78      | 47               | 85289      | 85120        |
| Thiré                               | 538                      | 11,60      | 46               | 85290      | 85210        |
| Vouvant                             | 823                      | 20,20      | 41               | 85305      | 85120        |
| Kanton La Châtaigneraie             | 31.365                   | 666,25     | 47               | 8504       | –            |

Bis zur landesweiten Neugliederung der Kantone im März 2015 bestand der Kanton La Châtaigneraie aus den 19 Gemeinden Antigny, Bazoges-en-Pareds, Breuil-Barret, Cezais, Cheffois, La Chapelle-aux-Lys, La Châtaigneraie, La Tardière, Loge-Fougereuse, Marillet, Menomblet, Mouilleron-Saint-Germain, Saint-Hilaire-de-Voust, Saint-Maurice-des-Noues, Saint-Maurice-le-Girard, Saint-Pierre-du-Chemin, Saint-Sulpice-en-Pareds, Thouarsais-Bouildroux und Vouvant. Sein Zuschnitt entsprach einer Fläche von 336,79 km2. Er besaß vor 2015 einen anderen INSEE-Code als heute, nämlich 8505.

## Änderungen im Gemeindebestand seit der landesweiten Neugliederung der Kantone
2025: Fusion Sainte-Hermine und Saint-Jean-de-Beugné → Saint-Jean-d’Hermine
2024: Fusion Cezais, Saint-Sulpice-en-Pareds und Thouarsais-Bouildroux → Rives-du-Fougerais
2023: Fusion Breuil-Barret, La Chapelle-aux-Lys und La Tardière → Terval
2016: Fusion Mouilleron-en-Pareds und Saint-Germain-l’Aiguiller → Mouilleron-Saint-Germain